# Steinbruvann
Steinbruvann – polodowcowe jezioro rynnowe w Norwegii, położone na północ od Oslo, w granicach miasta w pobliżu osiedli Ammerud i Grorud. Otoczone jest zalesionymi wzgórzami będącymi terenami rekreacyjnymi stolicy.

## Turystyka
Jezioro jest wyposażone w kąpielisko i toalety. Wokół brzegów biegnie dobrze utrzymana ścieżka rowerowa. Dojazd z centrum Oslo – do osiedla Grorud linią metra nr 5 lub autobusem miejskim linii 63, która dociera bezpośrednio w okolicę jeziora.